# クリス・ペリー (サッカー選手)
クリストファー・ジョン・ペリー（Christopher John Perry, 1973年4月26日 - ）は、イングランド・カーショールトン出身の元
サッカー選手。ポジションはディフェンダー(CB)。

## 経歴
当時プレミアリーグのウィンブルドンFCでキャリアをスタートさせると、トッテナム・ホットスパーFC、チャールトン・アスレティックFCなどのプレミアリーグのクラブでプレーした。2006-07シーズンからは下部ディビジョンのフットボールリーグ・チャンピオンシップに所属していたウェスト・ブロムウィッチ・アルビオンFCでプレー。2010年にサウサンプトンFCを退団したのちに現役を引退した。

## エピソード
プレミアリーグで通算363試合に出場したプレミアリーグを代表する選手である。しかし、イングランド代表に召集されたことは1度も無い。通算363試合出場は2014年にケヴィン・ノーランに抜かれるまで、イングランドフル代表に召集されたことのないイングランド人選手のプレミアリーグ最多出場記録だった。

## 獲得タイトル
サウサンプトン
- EFLトロフィー:1回 (2010)